# Орлова, Анна (саночница)
Анна Орлова (латыш. Anna Orlova, род. 23 августа 1972, Рига) — латвийская саночница, выступавшая за сборную Латвии с 1991 года по 2011-й. Участница шести зимних Олимпийских игр, восьмикратная чемпионка национального первенства, обладательница золотой медали чемпионата Европы среди смешанных команд, серебряная призёрша мирового первенства.

## Биография
Анна Орлова родилась 23 августа 1972 года в Риге. Активно заниматься санным спортом начала в возрасте тринадцати лет, в 1991 году после распада СССР прошла отбор в национальную сборную Латвии и сразу же стала показывать неплохие результаты. Благодаря череде удачных выступлений удостоилась права защищать честь страны на Олимпийских играх в Альбервиле, где впоследствии финишировала одиннадцатой. В 1993 году немного не дотянула до подиума на юниорском чемпионате Европы, кроме того, заняла четвёртое место на одном из этапов Кубка мира. Год спустя ездила соревноваться на Олимпиаду в Лиллехаммер, показав по итогам всех заездов девятое время.
В 1998 году Орлова окончила Латвийскую академию спортивной педагогики и поехала на Олимпийские игры Нагано, оказавшись там тринадцатой. Позже устроилась на работу в Государственную службу охраны, получила в этом ведомстве звание капрала, но, тем не менее, заниматься санным спортом не прекратила. В 2002 году её отправили выступать на Олимпиаде в Солт-Лейк-Сити, где она повторила достижение восьмилетней давности — девятая позиция. Год спустя на домашней трассе в Сигулде завоевала серебряную медаль чемпионата мира, вместе с партнёрами по сборной заняв первое место командных соревнований.
Принимала участие в заездах Олимпийских игр 2006 года в Турине, показав там наилучший результат в своей олимпийской биографии — седьмая позиция женского одиночного разряда. Вернувшись с Игр, выиграла бронзу на чемпионате Европы в немецком Винтерберге. Последней для Орловой стала Олимпиада 2010 года в Ванкувере, где она финишировала тринадцатой. На последовавшем европейском первенстве в родной Сигулде пополнила медальную коллекцию золотой наградой командных соревнований, удостоившись звания чемпионки Европы. На тот момент ей было уже 38 лет, поэтому вскоре после этой победы Орлова приняла решение завершить карьеру профессиональной спортсменки, уступив место молодым латвийским саночницам.
Анна Орлова является первой саночницей, которой удалось поучаствовать в шести зимних Олимпиадах. Этого же результата добилась итальянка Герда Вайссенштайнер, но последняя именно в санном спорте выступила только четырежды, тогда как два других выступления приходятся на бобслей. Помимо всего прочего, кроме Орловой только два латвийских спортсмена ездили на Олимпийские игры шесть раз — это биатлонист Илмарс Брицис и стрелок Афанасий Кузьмин (ездил восемь раз).